# Кліматостратиграфія
Кліматостратиграфія — напрямок сучасної стратиграфії, що застосовується в геології четвертинних відкладів. Дозволяє встановлювати детальну періодизацію геологічних подій відносно невеликої тривалості (від декількох десятків до сотень тисяч років і більше) на підставі ритмічних коливань палеокліматів. 
Кліматостратиграфія вивчає ритмічність залягання осадових товщ, у яких відображені кліматичні зміни, зокрема, чергування льодовикових і міжльодовикових епох (аридних і плювіальних) та пов'язаних із цим змін екологічних умов, що відбиваються в чергуванні різних фауністичних і флористичних комплексів. За допомогою кліматостратиграфії та ритмостратиграфії розробляються стратиграфічні підрозділи низьких таксономічних рангів (нижче зони).